# Phoma dennisii
Phoma dennisii är en lavart som beskrevs av Boerema 1976. Phoma dennisii ingår i släktet Phoma, ordningen Pleosporales, klassen Dothideomycetes, divisionen sporsäcksvampar och riket svampar.   Inga underarter finns listade i Catalogue of Life.